# Iúlia Satxuk
Iúlia Satxuk   (Lutsk, 25 d'abril de 1982) és una activista ucraïnesa pels drets humans i de les persones amb discapacitat. Lidera l'organització pública de persones amb discapacitat "Fight For Right" i és cofundadora de l'agència "Accessible Cinema".

## Biografia
Va néixer i va passar la seva infantesa a la ciutat de Lutsk. Va començar a interessar-se per la defensa dels drets humans de petita, quan va haver de defensar el seu dret a estudiar en una escola integral, en lloc d'un internat per a nens amb discapacitat visual.
Tot i que tothom, tant la família com els amics, la van desanimar a estudiar a la Facultat de Relacions Internacionals ella va voler no només seguir el seu propi camí, sinó també demostrar que pot estudiar en igualtat de condicions amb els altres.
Es va graduar a la Universitat Nacional de Volyn especialitzant-se en "Relacions internacionals". El 2014, va anar a estudiar el programa "Tolerància i no discriminació" als EUA.
El 2006, la ciutat de Luhansk va celebrar el Primer Fòrum Ucraïnès de Joventuts Cecs. L'acte va comptar amb la presència d'activistes cecs de diferents parts d'Ucraïna. Després del fòrum, va sorgir la idea de crear una organització pública de cecs, on Satxuk va participar. L'entitat aconseguiria l'aprovació de l'etiquetatge dels medicaments en braille, iniciar un projecte d'adaptació de l'avaluació externa independent de sol·licitants amb discapacitat visual, adaptar en format àudio informació sobre els candidats a diputats a les eleccions de 2014, i enviar instruccions als membres dels col·legis electorals.
Del 2007 al 2011, va treballar com a assistent a l'organització internacional de drets humans Amnistia Internacional Ucraïna, on va adquirir experiència en organitzacions d'acció pública, campanyes de defensa i pressió.
L'any 2016 va esdevenir la coordinadora del projecte "Fight For Right" en el marc de la "Campanya contra la discriminació". El 2017, "Fight For Right" va passar d'un petit projecte a una organització pública dirigida per Yulia Sachuk. L'organització implementa amb èxit projectes educatius i educatius, i uneix un equip de 10 persones.
Va representar Ucraïna durant els actes dels organismes de l'ONU sobre temes de discapacitat el 2018 a Nova York i el 2019 a Ginebra. El 2020 fou nomenada candidata d'Ucraïna al Comitè dels Drets de les Persones amb Discapacitat de l'ONU
El 2022 va ser inclosa a la llista de les 100 dones més inspiradores per la BBC.